# Ломакин, Алексей Иванович
Алексе́й Ива́нович Лома́кин (род. 1926) — советский передовик производства, мастер Ташкентского авиационного производственного объединения имени В. П. Чкалова МАП СССР. Герой Социалистического Труда (1981).

## Биография
Родился в 1926 году в городе Ряжск, Ряжского уезда Рязанской губернии.
С 1943 года  призван в ряды Красной армии, участник Великой Отечественной войны, за участие в войне был награждён Орденом Отечественной войны 2-й степени. 
С 1945 года, после демобилизации из рядов Советской армии, переехал в город Ташкент Узбекской ССР, где начал работать обычным рабочим на Заводе № 84 имени В. П. Чкалова Министерства авиационной промышленности СССР, с 1957 года — Совета народного хозяйства Узбекской ССР, с 1963 года — Совета народного хозяйства Среднеазиатского экономического района. 
С 1966 года был назначен мастером Ташкентского авиационного производственного объединения имени В. П. Чкалова Министерства авиационной промышленности СССР, с 1954 года завод выпускал транспортные самолёты Ил-14, с 1957 года начался выпуск самолётов Ан-8, в  1960 году изготовлен первый экземпляр винтокрыла Ка-22, с  1962 года начат выпуск транспортных самолётов Ан-12, с 1966 года был освоен выпуск тяжёлых транспортных самолётов Ан-22 «Антей», с 1973 года завод выпускал средний транспортно-десантный самолет Ил-76. 26 апреля 1971 года  Указом Президиума Верховного Совета СССР «за высокие трудовые достижения по итогам восьмой пятилетки (1966—1970)» Алексей Иванович Ломакин был награждён Орденом Трудового Красного Знамени.
29 октября 1981 года  «закрытым» Указом Президиума Верховного Совета СССР «за выдающиеся достижения в труде, высокие производственные показатели и по итогам десятой пятилетки (1976—1980)»  Алексей Иванович Ломакин был удостоен звания Героя Социалистического Труда с вручением Ордена Ленина и золотой медали «Серп и Молот».
После выхода на заслуженный отдых жил в городе Ташкенте, Узбекистан. 

## Награды
- Медаль «Серп и Молот» (29.10.1981)
- Орден Ленина (29.10.1981)
- Орден Трудового Красного Знамени (26.04.1971)
- Орден Отечественной войны II степени (6.04.1985[2])